# Kim Hwal-lan
Kim Hwal-lan (Hanseong, 1899 — Seul, 1970), mais conhecida por seu nome anglófono Helen Kim, foi uma política, educadora, ativista social e feminista sul-coreana. Seu pseudônimo era Wuwol (em coreano: 우월; hanja: 又月). Kim é a fundadora do jornal diário coreano The Korea Times. Foi a primeira mulher na Coreia a receber um doutorado.

## Biografia
Kim nasceu em Incheon, em uma grande e moderna família. Ela frequentou escolas cristãs quando criança. Kim frequentou a Ewha Girls School (en). Enquanto se graduava em Ewha, ela "fundou a YWCA nacional da Coreia" em 1922. Em 1924 Kim foi para a Wesleyan College, onde obteve seu diploma de bacharel. Em 1931 Kim foi para a Universidade de Boston para um mestrado em filosofia e, no mesmo ano, recebeu seu doutorado em educação pela Universidade de Columbia. Kim mais tarde tornou-se reitora de uma faculdade para garotas (Ewha College) em 1931. No momento de sua morte, esta escola se tornava a maior universidade feminina do mundo.
Kim estava envolvida com a Kŭnwuhwoe, uma organização nacional de mulheres que se dedicava ao fim das "práticas e crenças feudais coreanas remanescentes, além de restrições coloniais". No entanto, ela não se envolveu com a organização por muito tempo porque "não estava disposta a trabalhar com mulheres que eram marxistas e socialistas".
Em 1945, Kim, O Ch'ǒn-sǒk, Yu Ŏk-kyǒm e Paek Nak-chun formaram o Comitê Coreano de Educação. Esse comitê trabalhou com os Estados Unidos no Departamento de Educação, fazendo recomendações sobre as escolas e seus funcionários.
Kim tornou-se diretora do Departamento de Informações Públicas do presidente Syngman Rhee em 1948. Em 1949, ela participou da Assembleia Geral das Nações Unidas em Boston. Como diretora do Departamento de Informações Públicas, ela recomendou a necessidade de um jornal em inglês. Ela escolheu o nome do jornal, decidindo que The Korea Times seria o melhor nome para representar o país inteiro. O jornal foi publicado em 1 de novembro de 1950.

## Controvérsias
Kim é uma figura controversa por causa de seu envolvimento em atividades consideradas "pró-japonesas" durante a ocupação japonesa na Coreia. Como diretora da Ehwa, ela usou sua posição para incentivar outras pessoas a encorajarem os homens que conheciam a se juntarem ao recrutamento militar para o exército japonês. A própria Kim justificou suas ações como "necessárias para manter Ewha aberta sob as duras políticas coloniais" e também pôde ser vista como consistente com os ensinamentos da Igreja Metodista (religião de Kim). Kim continua sendo um alvo de controvérsia, com sua efígie sendo queimada e estudantes protestando contra sua estátua em Ewha.